# ベンジャミン・ジョーンズ
ベンジャミン・ジョーンズ（Benjamin Jones, 1882年1月2日-1963年8月20日）は、イングランド、ウィガン出身の自転車競技（トラックレース）選手。

## 経歴
1908年
- ロンドンオリンピック
  -  5 km
  -  団体追い抜き
  -  20 km
- トラックレース世界選手権・アマスプリント 2位